# Rostov Arena
Rostov Arena (rus: «Ростов Арена») és un estadi de futbol de Rostov del Don, Rússia. És una de les seus de la Copa del Món de Futbol de 2018. També és l'estadi del FK Rostov de la Lliga russa de futbol, reemplaçant l'Olimp-22. Té una capacitat de 45.000 espectadors.

## Esdeveniments

### Partits de la Copa del Món de Futbol de 2018
Aquest estadi és una de les seus de la Copa del Món de Futbol de 2018.

#### Fase de grups
| Brasil       | 1–1     | Suïssa    |
| ------------ | ------- | --------- |
| Coutinho 20' | Informe | Zuber 50' |

| Uruguai    | 1–0     | Aràbia Saudita |
| ---------- | ------- | -------------- |
| Suárez 23' | Informe |                |

| Corea del Sud       | 1–2     | Mèxic                                |
| ------------------- | ------- | ------------------------------------ |
| Son Heung-min 90+3' | Informe | Carlos Vela 27' (p.) · Hernández 66' |

| Islàndia               | 1–2     | Croàcia                  |
| ---------------------- | ------- | ------------------------ |
| G. Sigurðsson 76' (p.) | Informe | Badelj 53' · Perišić 90' |

#### Vuitens de final
| Bèlgica                                      | 3–2     | Japó                     |
| -------------------------------------------- | ------- | ------------------------ |
| Vertonghen 69' · Fellaini 74' · Chadli 90+4' | Informe | Haraguchi 48' · Inui 52' |